# Eptatretus nanii
Eptatretus nanii – gatunek bezszczękowca z rodziny śluzicowatych (Myxinidae). 

## Zasięg występowania
Południowo-wschodni Ocean Spokojny, okolice Chile.

## Cechy morfologiczne
Osiąga 66,4 cm długości.

## Biologia i ekologia
Występuje na głębokości co najmniej 274 m.